# Hamdorf
Hamdorf (tysk) eller Hammeltorp (dansk) er en kommune og en by i det nordlige Tyskland, beliggende i Amt Hohner Harde i den vestlige del af Kreis Rendsborg-Egernførde. Kreis Rendsborg-Egernførde ligger i den centrale del af delstaten Slesvig-Holsten.

## Geografi
Hamdorf ligger i gesten nord for floden Ejderen, omkring 15 km sydvest for Rendsborg. Hamdorf er omgivet af enge og enkelte mose- og skovområder. Bundesstraße 203 mellem Rendsborg og Heide går gennem kommunen.